# Фіджійський долар
Долар Фіджі (англ. Fiji Dollar, фр. Dollar des Fidji, фідж. Dola ni Viti) — національна валюта Фіджі; дорівнює 100 центам.
Позначення долару Фіджі: FJ$; міжнародне (ISO) — FJD. 
На території країни в обігу перебувають купюри номіналом в 5, 10, 20, 50, 100 доларів з полімеру. Старі випуски банкнот мали портрет королеви Єлизавети II. Купюри нової серії 2007 р. виготовлені у Великій Британії, вони оформлені згідно з сучасними тенденціями, мають надійний захист. Емісія купюри номіналом 100 доларів раніше не випускалася — це найбільший номінал в серії.

## Історія
Долар Фіджі введений з 13 січня 1969 р. замість фунта Фіджі. У квітні 1972 р. створено Центральне управління грошового обігу замість органу британської адміністрації — Управління грошового обігу Фіджі. З 25 лютого 1974 р. скасовано тверде співвідношення з фунтом стерлінгів, з 10 квітня 1975 р. — скасовано тверде відношення з доларом США, і курс долара Фіджі став встановлюватися на основі кошика валют. З 1 січня 1984 р. Центральне управління грошового обігу перетворено у Резервний банк Фіджі.

## Монети
У 1969 р. були випущені монети номіналом в 1, 2, 5, 10 і 20 центів, а в 1975 р. почалася чеканка 50 центових монет. Монети випускалися такого ж розміру і складу, що і відповідні австралійські монети. Монета 50 центів, виготовлена з мідно-нікелевого сплаву, має дванадцятикутну форму. У 1990 р. монети в 1 і 2 центи стали випускати з мідної сталі, а монети 5, 10, 20 і 50 центів — з нікелевої. У 1995 р. були випущені латунні монети номіналом в 1 долар. Виробництво 1 і 2 центових монет у теперішній час припинено .З 2013 року в обігу нова серія монет номіналом в 5, 10, 20, 50 центів та 1 і 2 доллари.

## Банкноти

### Пам'ятні банкноти
| Рік  | Номінал       | Подія                                                                                          |
| 2000 | 2 долари      | Міленіум                                                                                       |
| 2000 | 2 000 доларів | Міленіум                                                                                       |
| 2017 | 7 доларів     | перемога фіджійської команди з регбі-7 на літніх Олімпійських іграх 2016 року в Ріо-де-Жанейро |
| 2020 | 50 доларів    | 50-та річниця незалежності Фіджі                                                               |
| 2022 | 7 доларів     | перемога збірної Фіджі з регбі на Олімпійських іграх у Токіо, Японія                           |
| 2022 | 88 центів     | китайський бог багатства                                                                       |
| 2023 | 100 центів    | китайський рік дракона                                                                         |

#### Банкнота 88 центів
12 червня 2022 року Центральний банк Островів Фіджі отримав дозвіл на випуск пам'ятної колекційної банкноти номіналом 88 центів. Банкнота присвячена богу фортуни та грошовому дереву — двом традиційним образам китайської даоської культури. Обидва образи є символами удачі та економічного процвітання.
На аверсі банкноти зображено гібіскус, герб Фіджі, підпис Голови Центрального банку та номінал банкноти. Аверс банкноти також прикрашений флуоресцентними мотивами. Він доповнений друком інтагліо та оптично-змінною фарбою (OVI). Дизайн на аверсі банкноти також виконано флуоресцентною фарбою. Дизайн рельєфно зображено на квітці гібіскуса. Також розміщено водяний знак у формі гібіскуса із зазначенням номіналу банкноти.